# ディズニー・ホテル・ニューヨーク
ディズニー・ホテル・ニューヨーク（英: Disney's Hotel New York）とはフランスのディズニーランド・パリ内にある20世紀初頭のニューヨークをモデルとしたディズニーホテルである。
1992年にオープンしたホテル。

## 概要
もともとディズニー・ホテル・ニューヨークと呼ばれる、ポストモダン建築家マイケル・グレイヴスによって設計されたニューヨークが舞台のディズニーホテルである。
パリ・ディズニーからシャトルバスなどの直接向かう事ができ、無料Wi-Fiや無料駐車場などがある。
ディズニー・ホテル・ニューヨークは「エンパイア・シティ」ニューヨークがコンセプトとなっている。1930年代にマンハッタンで流行したアールデコ様式と超高層ビルのシルエットを融合させている。
20世紀初頭のアール・デコを引用して、それは、ニューヨークの本質と感じを反映するように設計されており、ホテル自体の外観は様式化された超高層ビルの街並みとなっている。1992年にオープンしたホテル。

## レストラン

### マンハッタン・レストラン
スタイリッシュな雰囲気のなかでニューヨークのような料理からニューヨーク以外の国の料理を楽しめるレストランである。   

### パークサイド・ダイナー
カジュアルなレストラン。世界の料理を提供している。

### ニューヨーク・シティ・バー
ニューヨークの居心地の良いジャズ・クラブを思わせるカクテルラウンジ。

## レクリエーション
- ブティック
- フィットネス・センター
- 屋内プール、ジェットスパ
- プレイエリア
- サウナとスチームバス
- 季節営業の屋外プール
- テニスコート
- ビデオゲーム・ルーム（有料）

## リニューアル
ディズニー・ホテル・ニューヨークはウォルト・ディズニー・カンパニー傘下の「マーベル・コミック」を舞台としたホテルにすると発表され、2020年にオープンした。